# 747
Cette page concerne l'année 747  du calendrier julien. Pour l'année 747 av. J.-C., voir 747 av. J.-C.  Pour l'avion, voir Boeing 747.
L'année 747 est une année commune qui commence un dimanche.

## Événements
- 18 janvier : tremblement de terre en Syrie[1].
- 9 juin : Abu Muslim, un esclave affranchi, soulève le Khorassan contre les Omeyyades, en déployant à Merv les étendards noirs que lui a remis le chef des Abbassides, Abu al-Abbas[2].
- Août : les Kharidjites révoltés du Yémen marchent sur le Hedjaz et s’emparent de La Mecque[3].

- Le général d’origine coréenne Gao Xianzhi (en), vice-gouverneur de Koutcha franchit le Pamir vers Gilgit où il établit le protectorat chinois au détriment des tibétains[4].

- Abdication de Carloman, qui se retire dans un couvent à Rome puis au mont Cassin. Il confie les titres de duc et de maire du palais d'Austrasie à son fils Drogon sous la régence de son oncle Pépin le Bref. Griffon est libéré à la demande de Carloman[5].
- La flotte égyptienne est anéantie au large de Céramée à Chypre. Les Arabes perdent la Crète et Chypre au profit de Byzance[1].
- Une épidémie de peste, venue de Sicile et de Calabre par Monemvasia afflige Constantinople[1]. Constantin V fait venir des populations de Grèce et de mer Égée pour repeupler la ville[6].
- Expédition musulmane contre la Sicile[7].
- L’abbaye de Saint-Gall adopte la règle de saint Benoît sur ordre de Carloman[8].
- Au Japon, début de la construction d’un grand Bouddha de bronze (daibutsu) au temple du Tōdai-ji à Nara, sur ordre de l’empereur Shômu[9]. Son inauguration est différée de quelques années, faute d’or pour couvrir la statue. La découverte de pépites dans plusieurs rivières japonaises est interprétée comme une manifestation de la bienveillance que le Bouddha Vairocana porte sur le Japon (752).
- En Inde, l'ancêtre de la troisième lignée Râjput, celle des Agnikula (de agni, feu), aurait surgi du feu sacrificiel allumé au cours d'une cérémonie par Vasistha (en) près du lac Nakhi au mont Abu et créé dans le but de combattre des démons[10]. Quatre clans râjput accèdent ainsi au statut de kshatriya.

## Décès en 747
- Muhammad ibn Munkadir
- Petronax du Mont-Cassin
- Widrad